# Логор Славонска Пожега
Сабирни усташки логор у Славонској Пожеги је био сабирни и логор смрти, који је постојао у НДХ, од 9. јула 1941. до 22. октобра исте године, а сасвим је ликвидирн 18. новембра.

## Историја
Службени назив је био Сабирни исељенички и усељенички логор Славонска Пожега. Налазио се на мјесту Глис, у 36 барака, у топовским шупама и коњушницама између касарне и пољопривредне школе (Ратарнице). Бараке у моменту оснивања логора нису омогућавале смјештајни капацитете за предвиђених 10.000 особа, па су грађени и импровизовани објекти, у чијој су градњи учествовали и заточеници. Заповједник логора је био сатник (капетан) Иван Штир, заповједник усташке војнице у Осијеку, а његов побочник (замјеник) усташки натпоручник Емил Клаић. Формиран је од усташких власти у склопу протусрпске геноцидне политике. Био је намјењен привременом смештају Словенаца, прогнаних из Словеније од власти Трећег рајха, као и за Србе, ухапшене због депортовања у Србију, на њемачко окупационо подручје. Поступцима усташке команде према Србима, он је постао и логор смрти. Ни други усташки логори нису имали службене називе који би указивали на то да су у њима убијани људи.
Политика нациста и усташа је била протусловенска. Адолф Хитлер је, по прогласу ЦК КП Хрватске од 5. септембра 1941., у књизи Мајн Кампф написао да су Словени народи ниже врсте и да их треба искоријенити. Он је рекао Учините ми доњу Штајерску њемачком, па је одлучено да се из НДХ исели у Србију 200.000 Срба, а да се из Доње Штајерске из Словеније, у Хрватску усели 200.000 Словенаца. Томе је првенствено служио овај логор. Анте Павелић је негирао словенско поријекло Хрвата и сматрао је да су они готског, германског поријекла. Говорио је: Ови слојеви (хрватског народа) не осјећају се никада као припадници славенства, те су отклонили, по своме осјећају, као нешто туђе и опасну славенску и југославенску промиџбу коју су у ранијим стољећима вршили Праг, Москва и Београд. Ова неодржива чињеница пружа нам даљне доказе, да Хрвати уопће нису Славени него готског подријетла, тврдња је већ озбиљно расвјетљена.
Словенци су у логор довожени у 19 транспорта из Марибора и Рајхенбурга (данас Брестаница), од 1. јула до 27. септембра 1941., укупно њих 9.028. У њихова домаћинства у Словенији је насељавано њемачко становништво из Јужног Тирола, Бесарабије, Добруџе и кочевски Нијемци са италијанског окупационог подручја у Словенији. Срби су довожени у логор из Славоније, Подравине, Босне и Баније. Још прије стварања логора у Пожеги, из котара-среза Вировитица и Подравска Слатина, 27. јуна 1941. су у Србију прогнана 842 српска домаћинства.
У говору који је 5. маја 1941. одржао у Славонском Броду, министар унутрашњих послова НДХ Андрија Артуковић је изјавио: Иселит ћемо и истријебит ћемо српски народ у Хрватској, и бит ћу сретан када будем могао дијелити српску земљу Хрватима. Усташе ће се немилосрдно борити и истребити све оне који не буду вјерни НДХ и њеном Поглавнику и ствараоцу Анти Павелићу. Погледај народе оних 16 храбрих усташа, који имају 16.000 метака и који ће побити 16.000 Срба, послије чега ћемо дијелити Мутилачко и Крбавско поље.
Из Добоја је 35 српских породица, заједно са многобројним породицама из села добојског среза 3. августа 1941. године, послато теретним возом у логор у Славонску Пожегу, одакле су они који су остали у животу касније пребачени у Србију.
На мосту на Сави у Броду, 26. августа 1941., усташе су стријељале 51 од 265 Срба, ухапшених из котара Дервента и Босански Брод, које су прво сабрали у село Жеравац. Њих су спроводили у Сабирни усташки логор у Славонској Пожеги. При преласку преко дрвеног моста на њих је, са зачеља колоне, отворена пушчана ватра. Једни су били погођену хицима, неки су бјежели, док су неки скакали у Саву. Нијемци су зауставили усташку паљбу, да би заштитили своје војнике и та околност је помогла да сви Срби на мосту не буду тада поубијани. 
Истог дана, 26. августа 1941., у логору је убијено 438 Срба, цивила, Срба из Босне, из среза Дервента. Један од главних организатора тог злочна био је усташа Миливој Ашнер. Док су их усташе у бараци убијале пуцањем из машинских пушакака, сви су викали: Живила Велика Србија. к Кад су се сутрадан усташе хвалиле како су побили Србе у бараци, један од њих је рекао Замислите мајку им њихову, митраљез пуца, а они вичу Живила Велика Србија.
У свом безумљу Хрвати и муслимани усташе нису имали обзира ни према малој дјеци. Као што су интернирали људе и жене, тако су од кућа одводили и нејаку дјецу. Најчешће би родитеље заједно са дјецом водили до мјеста одакле су транспортовани у логоре и ту их раздвајали: родитење у једне вагоне и камионе, а дјецу у друге. Много је дјеце без знања родитеља преведено у католичку вјеру и упућено у разне католичке заводе за васпитавање, или подјељено појединим ревносним католицима, да се о њима старају. У цијелој овој акцији активно учествују и сарађују католички свештеници са знањем одобрењем вискоког католичког клира. Велики број српске дјеце, насилно је васпитавано у усташком духу и уздизан у нове јањичаре двадесетог вијека. За вријеме путовања једног транспорта Срба, од Јасеновца до Славонске Пожеге усташе су их са некаквим болничаркама дочекивали на појединим жељезничким станицама и одузимали од мајки дјецу и некуда их одводили. Наводно су их одводили у неке усташке институте у Јастребарско, Сисак, Ђаково. Из логора су неки Хрвати узимали српску дјецу и одгајали их у католичком духу.
Миодраг Бјелић је покушао објавити публикацију о три усташка логора, у Пожеги, Бјеловару и Цапрагу. Када је требало приступити писању те публикације, на сугестије политички утицајних особа, од тога се одустало, без оправданих разлога. Када се одлучио да напише публикацију о Логору Славонска Пожега, 1967., већи дио архивске и мемоарске грађе коју је истражио, као и три магнетофонске врпце аутентичних свједочанстава, постале су му недоступне. Са др Надом Лазић је обилазио села околине Дервенте и Босанског Брода, прикупљајући свједочанства преживјелих логораша из Логора у Пожеги, као и свједочења и њихових потомака.
Доња Барица је мјесто у Општини Брод у Републици Српској, из којег је страдо највећи број побијених на мосту код Брода и у Логору Пожега. У мјесту Сењак код Славонске Пожеге је постојао споменик жртвама усташког покоља у том усташком логору, а срушен је крајем 1991. од припадника Збора народне гарде. У Доњој Барици данас постоји спомен обиљежје, код којег се служи помен сваке године. Уклесана су имена 124 становника Доње Барице, убијена 1941. од усташа, као и 5 имена погинулих војника Републике Српске и три цивилне жртве. Ранији сличан споменик у Доњој Барици су 1992. срушиле оружане снаге Хрватске, али је касније направљен нови. У Броду постоји Улица 26. августа у насељу Махала, поред Саве. У улици је и спомен обиљежје, код којег се сваке године одржава помен и полагање цвијећа уз пригодан говор, у знак сјећања на српске жртве усташког терора који се десио на мосту на Сави, тог дана 1941. године, као и у Логору Славонска Пожега, у којем су страдали невини цивили из овог краја.